# Alticola barakshin
Alticola barakshin é uma espécie de roedor da família Cricetidae.
Pode ser encontrada nos seguintes países: possivelmente China, Mongólia e Rússia.